# Zedochir fuscovittata
Zedochir fuscovittata är en insektsart som först beskrevs av Stsl 1859.  Zedochir fuscovittata ingår i släktet Zedochir och familjen Dictyopharidae. Inga underarter finns listade i Catalogue of Life.